# 6906 Джонміллс
6906 Джонміллс (6906 Johnmills) — астероїд головного поясу. Відкритий 19 листопада 1990 року Робертом Макнотом. Названий на честь астронома-любителя Джона Міллса.
Тіссеранів параметр щодо Юпітера — 3,273.